# Phyllocycla brasilia
Phyllocycla brasilia là loài chuồn chuồn trong họ Gomphidae. Loài này được Belle mô tả khoa học đầu tiên năm 1975.